# Instytucje kultury w Nowym Sączu
Instytucje kulturalne w Nowym Sączu:

## Instytucje kultury w Nowym Sączu
- Małopolskie Centrum Kultury SOKÓŁ
- Muzeum Okręgowe w Nowym Saczu:
  - Dom Gotycki
  - Galeria Dawna Synagoga
  - Galeria Marii Ritter
  - Sądecki Park Etnograficzny
- Centrum Kultury Europejskiej
- Sądeckie Towarzystwo Muzyczne
- Galeria Sztuki Współczesnej BWA SOKÓŁ
- Sądecka Biblioteka Publiczna
- Sądecki Klub Literacki
- Dyskusyjny Klub Filmowy "KOT"
- Nowosądecka Mała Galeria
- Galeria "Stary Dom"
- Dziecięca Galeria im. Stanisława Szafrana
- Galeria "Sandecjana"
- Galeria Sądeckiej Biblioteki Publicznej "Piwnica"
- Galeria "Sokół"
- Galeria Miejskiego Ośrodka Kultury
- Galeria Klubu Twórczego TPSP
- Stowarzyszenie Animatorów Kultury
- Stowarzyszenie Przyjaciół Sztuk Pięknych
- Sądeckie Towarzystwo Muzyczne
- Towarzystwo Przyjaciół Regionalnego Zespołu "Lachy"
- Związek Sądeczan
- Związek Polskich Artystów Plastyków
- Polskie Towarzystwo Historyczne
- Klub Ziemi Sądeckiej
- Regionalne Towarzystwo Pieśni i Tańca "Dolina Dunajca"
- Stowarzyszenie Miłośników Kultury Francuskiej
- Stowarzyszenie Miłośników Kultury Brytyjskiej
- Stowarzyszenie Polsko-Niemieckie
- Klub Inteligencji Katolickiej
- Katolickie Stowarzyszenie "Civitas Christiana"
- Stowarzyszenie Chóru "Scherzo"
- Stowarzyszenie Chóru im. Jana Pawła II
- Katolickie Stowarzyszenie Młodzieży
- Stowarzyszenie Absolwentów KUL
- Stowarzyszenie Miłośników Zespołu Regionalnego "Sądeczoki"
- Towarzystwo Polsko-Austriackie
- Stowarzyszenie Klub Twórców Nieprofesjonalnych "Konary"
- Stowarzyszenie Przyjaźni Polsko-Słowackiej
- Stowarzyszenie Przyjaźni Polska - Czechy
- Towarzystwo Gimnastyczne "Sokół"
- Stowarzyszenie Pastelistów Polskich
- Towarzystwo Miłośników Lwowa i Kresów Południowo-Wschodnich
- Stowarzyszenie "Związek Muzeów Małopolskich"
- Stowarzyszenie Bibliotekarzy Polskich
- Stowarzyszenie Wspólnota Polska Oddział w Nowym Sączu
- Związek Miłośników Muzyki
- Towarzystwo Wiedzy Powszechnej
- Stowarzyszenie Kulturalne KRAM 2000
- Stowarzyszenie Przyjaźni Polsko-Norweskiej
- Stowarzyszenie Artystyczno-Edukacyjne "Stary Dom" (wraz z galerią)
- Towarzystwo Miłośnikow Lwowa "Klub Sądecki"
- Stowarzyszenie Teatr Robotniczy im. B. Barbackiego
- Stowarzyszenie Chóru Bazyliki św. Małgorzaty
- Stowarzyszenie na Rzecz Rozwoju Kultury i Sportu Wśród Dzieci i Młodzieży na Osiedlu Kochanowskiego w Nowym Sączu
- Katolickie Towarzystwo Śpiewacze Chór Męski "Echo II" Przy Parafii św. Kazimierza
- Fundacja im. DRA Jerzego Masiora
- Państwowa Szkoła Muzyczna I i II stopnia
- Redakcja "Rocznika Sądeckiego"
- Kino "Kolejarz"
- Kino "Sokół"
- Galeria Sztuki i Rzemiosła Państwa Skowronkow
- Sądecka Grupa Fotograficzna
- Agencja Artystyczno-Koncertowa "LIBRA"
- Polska Agencja Socjo-Kulturalna "PEGAZ"

### Zespoły teatralne
- Teatr Robotniczy im.Bolesława Barbackiego
- Teatr NSA
- Teatr Dziecięcy "Cudoki Szuroki"
- Scena Młodzieżowa
- Grupa Teatralna "SKENE"
- Kabaret "Ergo"
- Zespoły teatralne MDK

### Zespoły muzyczne, wokalno - muzyczne
- Sądecki Big-Band
- Zespół Kameralny "SONATINA"
- Dziecięcy Zespół Wokalno-Taneczny "Tralalinki"
- Zespół "Promyczki" (dziecięcy)
- Zespół wokalno-taneczny "Perełki"
- Zespół Muzyki Dawnej
- Zespół młodzieżowy "My 16"
- Rockowe zespoły muzyczne

### Orkiestry
- Orkiestra II stopnia Państwowej Szkoły Muzycznej im. Fryderyka Chopina
- Orkiestra Reprezentacyjna Straży Granicznej
- Sądecka Orkiestra Symfoniczna
- Orkiestra Dęta Związku Miłośników Muzyki

### Chóry
- Chór im. Jana Pawła II
- Chór "Scherzo"
- Chór "Echo II" (męski)
- Chór Kameralny Bazyliki Św. Małgorzaty
- Chór PSzM I i II stopnia
- Chór "Immaculata"
- Chór Parafii Matki Bożej Bolesnej
- Sądecka Szkółka Chóralna "Sokoliki"
- Chór Katolickiej Niepublicznej Ogólnokształcącej Szkoły Muzycznej II st. im. bł. Piotra Jerzego Frassati "Silvio"

### Zespoły folklorystyczne
- Regionalny Zespół Pieśni i Tańca "Sądeczanie"
- Regionalny Zespół Pieśni i Tańca "Lachy" (grupy: dorosłych, młodzieży, dzieci)
- Regionalny Zespół Pieśni i Tańca "Dolina Dunajca" (dorosłych)
- Regionalny Zespół Pieśni i Tańca "Sądeczoki" (dziecięcy ok. 155 osób)
- Zespół Regionalny "Dunajcowe Dzieci" (dzieci i młodzież)

### Zespoły taneczne
- Zespół tańca nowoczesnego "Rytm"
- Klub Tańca Towarzyskiego "Axis"
- Zespół Młodzieżowy Tańca Nowoczesnego "Alien"
- Zespół Taneczny "Akant"
- Zespół baletowy "Adagio"
- Zespół Tańca Nowoczesnego (Break Dance) B-BOYS BREAKERS
- Centrum Tańca ADeeM

### Kluby literackie, wydawnictwa
- Sądecki Klub Literacki przy Sądeckiej Bibliotece Publicznej im. Józefa Szujskiego
- Redakcja "Rocznika Sądeckiego"